# Pavel Janák

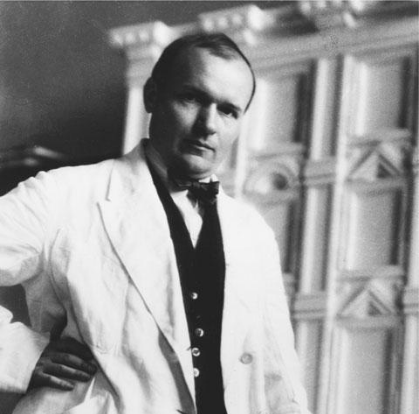
Pavel Janák (cca 1920)

Pavel Janák (12. března 1882 Vysočany – 1. srpna 1956 Praha-Dejvice) byl český architekt.

## Životopis

### Studium
Pavel Janák absolvoval střední školu v roce 1899. Poté se přihlásil na České vysoké učení technické v Praze a začal studovat pozemní stavitelství a architekturu u profesora Josefa Schulze. Souběžně hospitoval na Německé vysoké škole technické u profesora Josefa Zítka. Jako student 3. ročníku se zapojil do soutěže o úpravu Staroměstské radnice. K řešení prostoru Staroměstského náměstí se ve svém životě vrátil ještě dvakrát. Jako student také získal 1. cenu a peněžitou odměnu za návrh nové školní budovy na Invalidovně v Karlíně.
V letech 1906 a 1907 studoval Akademii výtvarných umění ve Vídni u jednoho ze zakladatelů moderní architektury Otto Wagnera, jímž byla jeho pozdější práce velmi ovlivněna. Během studia podnikl několik cest po Evropě a v roce 1907 mu byla umožněna stipendijní cesta po Itálii.

### Kariéra
V roce 1908 zahájil spolupráci s Janem Kotěrou. Tato spolupráce vyústila v realizaci výstavních pavilonů na Jubilejní výstavě v roce 1908. Jejich společná práce tímto skončila, protože se dále chtěl věnovat spíše veřejné architektuře.
Jeho práce jsou ve shodě s teoriemi české moderny. Jeho první díla se snaží o umístění moderní architektury do prostoru a respektování historických skutečností. Jeho realizace a architektonické studie se nejčastěji týkají Prahy, kterou viděl jako rozrůstající se velkoměsto, a proto ideální místo pro práci urbanistů. Byl velice činorodý člověk[zdroj⁠?!] s velkým zájmem o historii.
Jeho zájem se nesoustřeďoval pouze na architekturu staveb, ale i na drobné umění. V roce 1907 spoluzakládal sdružení umělců vytvářejících uměleckoprůmyslové předměty Artěl. U něj se jednalo především o lepší propracování detailu, např. vybavení bytu a nábytkové soupravy. V roce 1909 nastoupil jako smluvní architekt mostního oddělení stavebního úřadu města Prahy. Pracoval na projektech jezu v Obříství (1909) působící strohým dojmem, je zde důraz na funkčnost.
Jinou záležitostí byla realizace Hlávkova mostu v Praze, který je z let 1909–1912. Tento most se stal mezníkem v jeho tvorbě, protože není pouze funkčním dílem, ale dynamicky působící stavbou, která je doplněna sochami od Jana Štursy. Technickou stránku tohoto mostu zajišťoval František Mencl.
V jeho myšlení nastal zlom a ze stoupence české moderny se stal kritik, který tvrdil, že materiál a konstrukce používané na stavbách až příliš určují charakter staveb. Tuto myšlenku publikoval ve studii Od moderní architektury k architektuře v roce 1910.
Spolu s Josefem Gočárem založil v roce 1912 Pražské umělecké dílny, v nichž vznikaly také zmíněné bytové doplňky.
Po první světové válce se přiklonil k novým uměleckým směrům, které vycházely z představ o národním formě architektury. V knize o Pavlu Janákovi hodnotí autorka (Benešová, 1959) tuto etapu jeho tvorby následovně:
| „ | …Hlavní smysl, společný všem druhům Janákovy tvorby této doby, je úsilí o formu, o architektonický výraz. Výchozí zřetel formovaný je zhodnocení historické architektury nejprve domácí a převahou lidové, později i zahraniční, v převaze monumentální. | “ |

Jeho zájem se dělil na architekturu veřejných funkčních staveb, ale stejně zarputile se zabýval také projektováním soukromých objektů a „obytných celků“. V letech 1919–1920 spolupracoval s Josefem Gočárem a Františkem Zavadilem na koloniích malých rodinných domků. Charakteristické jsou především svou jednoduchostí a barevnými detaily. Z let 1923 až 1924 pocházejí vily, které projektoval pro známé výtvarníky ve Střešovicích.

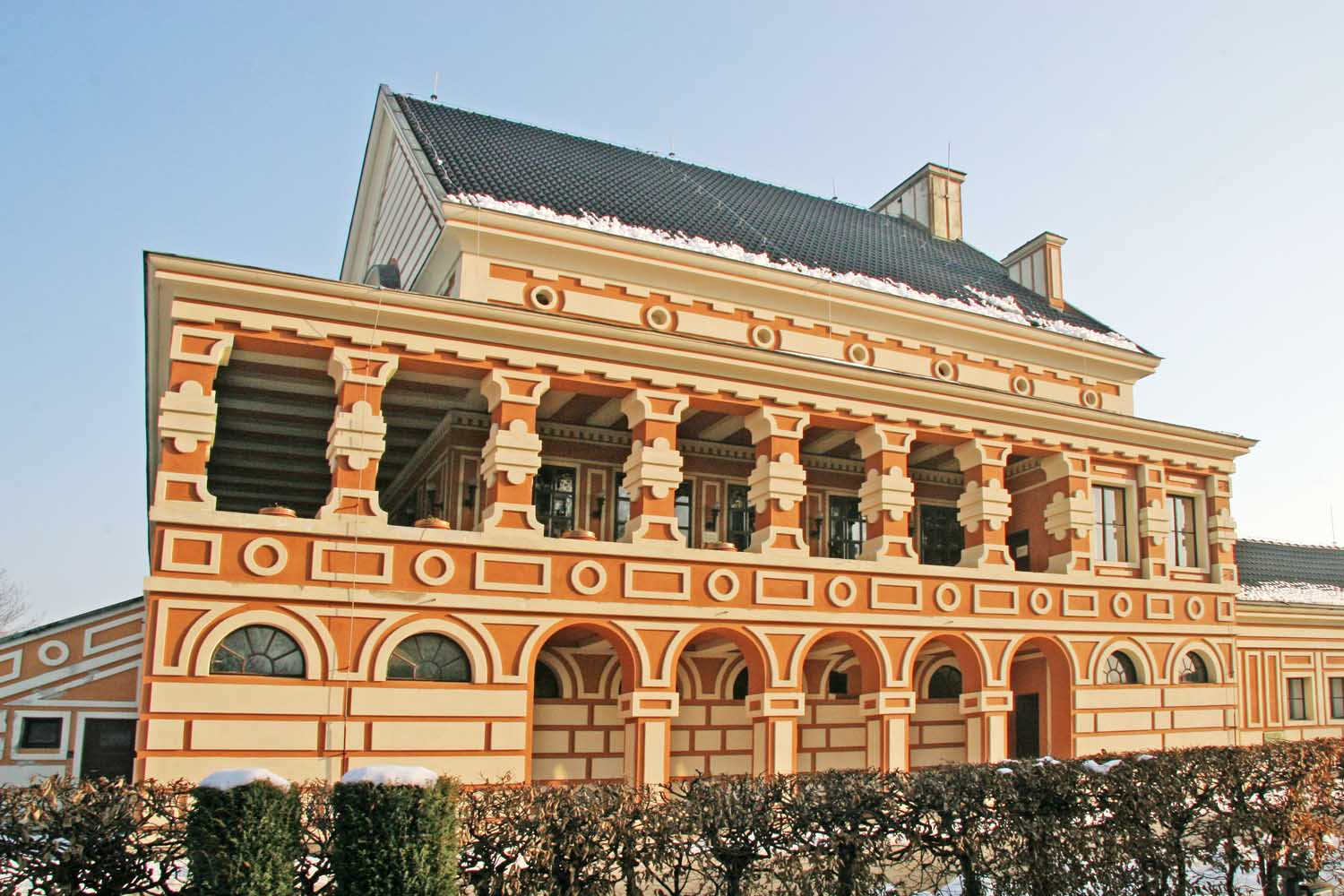
Krematorium v Pardubicích

Jeho dílem byl i výstavní pavilon, který zastupoval Československo na výstavě v Riu de Janeiru v roce 1922. Pavilon byl navržen ve stylu vrcholného vesnického dekoru, který je nazýván pokusem o „národní sloh“. Ve stejném duchu vznikla v letech 1922–1923 kompozice pardubického krematoria.

#### Přechod k funkcionalismu
Po roce 1925 se změnil výraz jeho děl a působil dojmem většího klidu. Tato doba je označována jako přechod od dekorativismu k funkcionalistické architektuře. Celá jeho tehdejší tvorba je protkána množstvím děl drobné architektury jako například pomníky, soupravami nábytku, návrhy věcí denní potřeby.
Jeho srdeční záležitostí byla Praha. Zpracoval mnoho soutěžních návrhů na řešení jednotlivých částí města a intenzívně se zabýval problémy urbanismu. Zpracoval studie a návrhy na zastavění Tróje, Nuslí – Pankráce, Holešovic, Podolí, Letné a dalších prostor mimo Prahu. Jeho urbanistické plány počítají s výrazným podílem zeleně, například prostor mezi Hvězdou a Podbabou měl podle jeho plánů tvořit velký celek zeleně se zástavbou jednopatrových domů. Ve svých návrzích na řešení zástavby Pankráce razí myšlenku zdravého bydlení. Navrhoval domy, které by měly maximálně čtyři podlaží, uspořádané ve dvou řadách, jejichž vzdálenost od sebe odpovídá dvěma výškám domu. Prostor mezi budovami měly podle jeho návrhů vyplnit zahrady, garáže a obchody.
Nejznámější urbanistickou realizací se stala Osada Baba. Jednalo se o práci Svazu českého díla, kterému Janák předsedal. Baba byla navržena po vzoru světových výstav. Plány vznikaly v letech 1928–1932 a výstavba byla zahájena 25.4. 1932. Výstavba 31 rodinných domků měla být podle jeho zásad zdravého bydlení. Celá kolonie je dílem několika architektů, kteří byli omezeni rámcovými požadavky. Tato kritéria měla omezit především výškové proporce budov a uvolnit dostatečný prostor pro plochy zeleně. Pavlu Janákovi na Babě velice záleželo i proto, že si ji vybral jako místo pro svůj rodinný dům. Řešení zahrady svého vlastního domu ovšem svěřil do rukou architekta Otokara Fierlingra, který s Janákem spolupracoval na celém konceptu zeleně na Babě.
V roce 1927–1928 postavil pro továrníka Bartoně rodinnou reprezentační vilu.

#### Rekonstrukce památek
Často se zabýval i obnovou památek, kde chtěl zúročit celoživotní zájem o historii a umění předků. Až v pokročilém věku se mohl plně věnovat právě této činnosti, o níž se zmiňuje například v článku Architekt a památka (Architektura ČSR XIII/1952). Janák zde píše:
| „ | Architekt chce-li dělat památky, má a musí umět pochopit starou architekturu, kterou má k životu upravit, aby rozeznal, jak ji nejšetrněji zabezpečit a kde možno do slohového organismu nejméně zasáhnout, co nejméně obětovat a co nejvíce zachovat, aby zůstala tu stále jednotnost, celek složek kultury, umění. | “ |

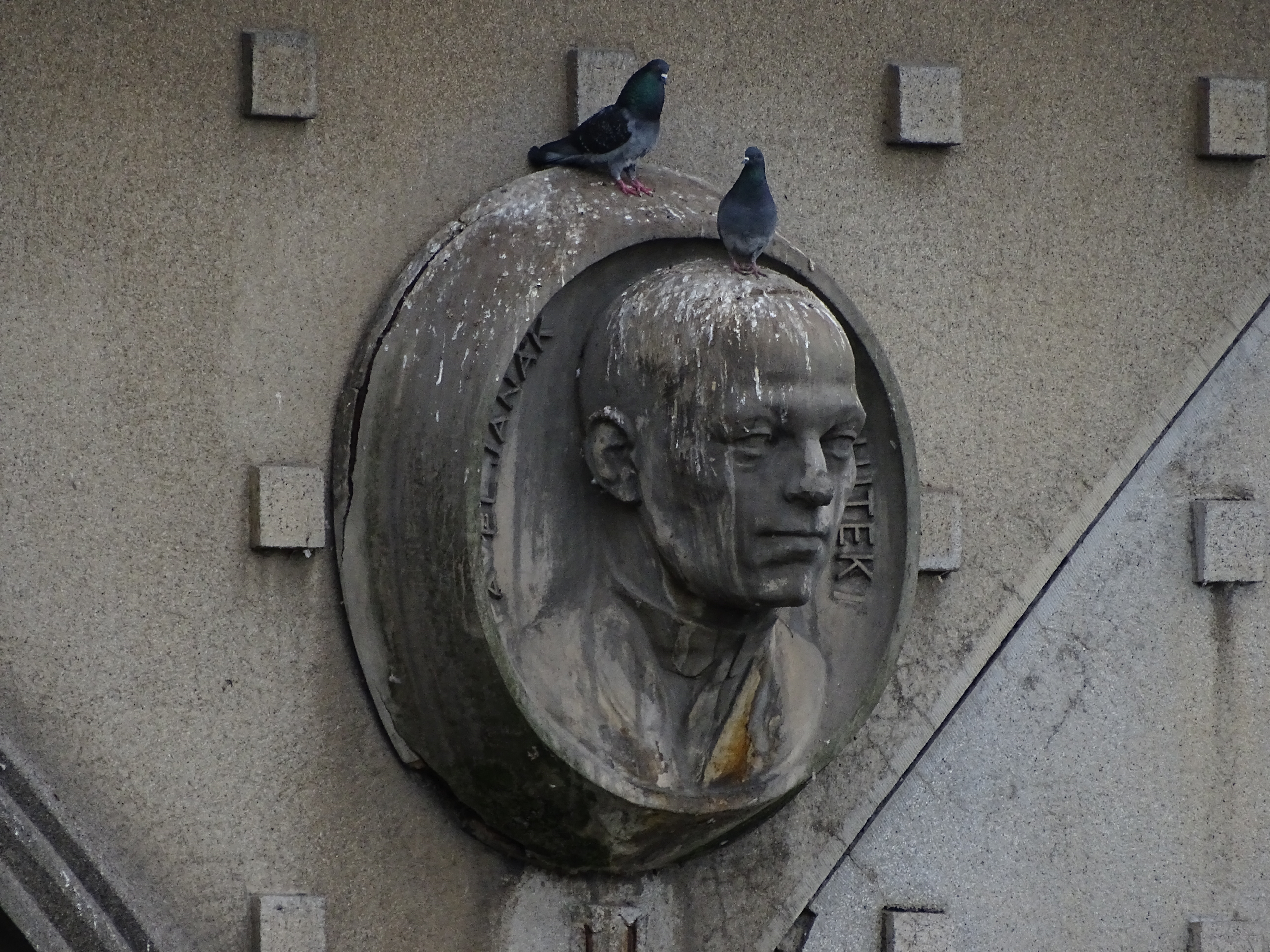
Reliéf s Janákovou podobiznou na Hlávkově mostě v Praze

První velkou prací na památce je úprava Černínského paláce, kterou Janák prováděl v letech 1928–1934 ve spolupráci s architektem Otokarem Fierlingrem, který řešil zahradní prostory paláce. Další v řadě byla práce na Staroměstské radnici z roku 1936.
V roce 1936 byl jmenován architektem Pražského hradu, čímž byla oceněna jeho snaha o ochranu památek. Na hradě se jeho návrhy kvůli nepřízni doby začaly řešit až v roce 1945. Válečná léta povolovala pouze nutnou údržbu komplexu a nutnost odvracet ničivé zásahy místodržících, kterým se ne vždy podařilo čelit.

V roce 1948 dostal úkol zabezpečit a upravit interiéry letohrádku Hvězda v Praze-Liboci pro Muzeum Aloise Jiráska a Mikoláše Alše; projekt byl realizován roku 1952 a z větší části odstraněn poslední rekonstrukci do roku 2017. Následovala rekonstrukce jízdárny Pražského hradu, kdy bylo nutné změnit barokní jízdárnu v prostor, který by vhodně reprezentoval a sloužil k výstavám. Zřejmě nejpracnějším dílem byla na Hradě záchrana Míčovny, která byla zahájena v roce 1950. Jednou z posledních architektových prací byla úprava letohrádku v Královské oboře z let 1952–1955.

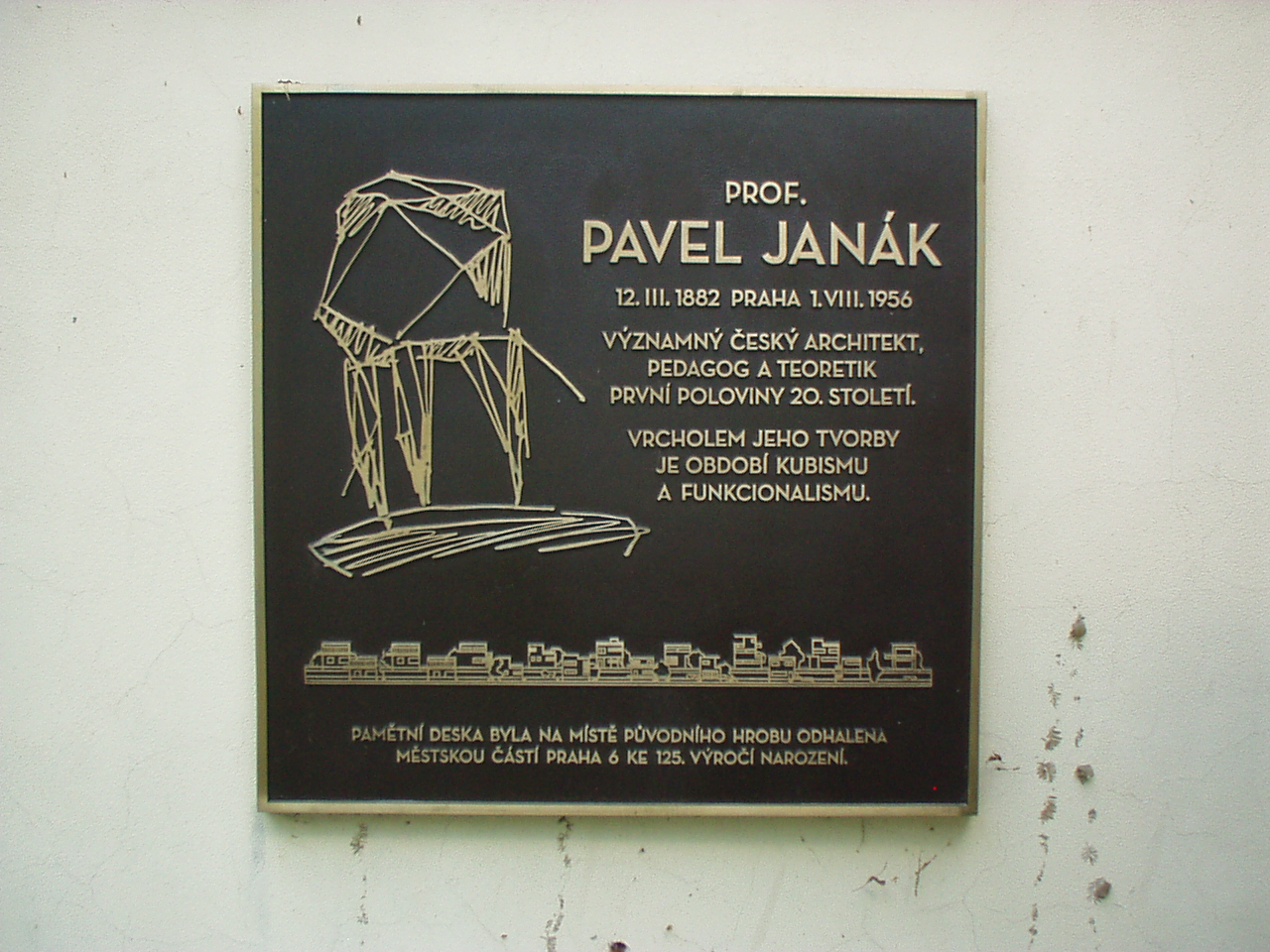
Pamětní deska na Šáreckém hřbitově v Praze

Za celoživotní dílo mu byl v roce 1952 udělen titul laureáta státní ceny prvního stupně. Pavel Janák zemřel 1. srpna 1956. Pohřben byl na Šáreckém hřbitově u kostela sv. Matěje v Praze 6. V 90. letech byla hrobka tohoto významného architekta zrušena správou pražských hřbitovů.

## Výběr z díla
- Objekty Jubilejní výstavy Obchodní a živnostenské komory 1908 – spolu s Janem Kotěrou
- Soutěžní návrh na přestavbu Staroměstské radnice v Praze, (1909)
- Návrh na dostavbu Braunova domu v Praze 1, Vodičkova 9 (1909–1910), nerealizován
- Starý labský jez v Obříství (1911)
- Jakubcův dům v Jičíně (1911–1913), první stavba ve stylu kubismu
- Kubistická keramika se vzorem cik-cak (1911)
- Hlávkův most v Praze (1912)
- Havlíčkobrodská radnice (1912)
- původní zdymadlo v Předměřicích (1914; jez se v roce 1932 zřítil)
- Fárův dům v Pelhřimově (1915)
- Masarykova kolonie, Bylanská 17–47, U Hráze 5–11 Praha 10 – Strašnice, (1919–1921)
- Pardubické krematorium (1921–1923)
- Vila Antonína Hořovského, Praha 4 – Hodkovičky (1921)
- Vila Vincence Beneše, Praha 6 – Střešovice (1923)
- Vila Bohumila Kafky, Praha 6 – Střešovice (1923)
- Dvojdům pro Emila Fillu a Františka Krejčího, Praha 6 – Střešovice (1924)
- Palác Adria, Praha 1, (1922–1925) – Janák je autorem průčelí, dispozice objektu vytvořil Josef Zasche.
- Kubistický kiosek ve Vrchlického sadech v Praze z 20. let 20. století – Janák je pravděpodobným autorem[4]
- Škodův palác, Praha 1, Jungmannova ulice (1925–1926)
- Petrův dvůr, vila továrníka Bartoně z Dobenína, Náchod (1927–28)
- Městská spořitelna, Náchod (1928–30) nedaleko radniční budovy je velice zajímavý a členitý objekt. Její hlavní přínos je, jako u Petrova dvora, v zajímavém řešení dispozice objektu a členění hmot. Dnes jsou v přízemí kanceláře Komerční banky, dříve se tam nacházely obchody. Architekt využil i podzemí, a to pro umístění trezorů.
- úprava několika místností zámku v Novém Městě nad Metují ve stylech art deco, národním "rondokubistickém" stylu a ve funcionalistickém stylu, (20.-30. léta)
- Libeňský most v Praze mezi Libní a Holešovicemi (1928)
- Hotel Juliš, Václavské náměstí, Praha 1, (1927–1933)
- Soutěžní návrh na stavbu bývalé Živnostenské banky v Praze 1, Na příkopě čp. 860/II, 862/II a 864/II, (1929), nerealizován
- Přestavba spolkového domu Autoklubu ČSR, Praha 1, Opletalova čp. 1337/II, (1926–1929)[5]
- Osada Baba v Praze 6 – Dejvicích (1930), celkové urbanistické řešení osady spolu s návrhy a realizacemi několika dalších vil, včetně své vlastní vily
- Husův sbor na Vinohradech, Dykova ulice, Praha 10 Vinohrady, (1930)
- Rekonstrukce Míčovny a Královského letohrádku na Pražském hradě
- Projekt na vydláždění náměstí Přemysla Otakara II. v Českých Budějovicích (1934), realizace v 1938–1939[6]
- Prezidentský domek, Pražský hrad (1937–1938) – rekonstrukce a dostavba
- Rekonstrukce Letohrádku Hvězda, Praha 6 – Liboc (projekt 1948, realizace 1952)
- Rekonstrukce Jízdárny Pražského hradu, (1948–1951)[7]

## Fotogalerie

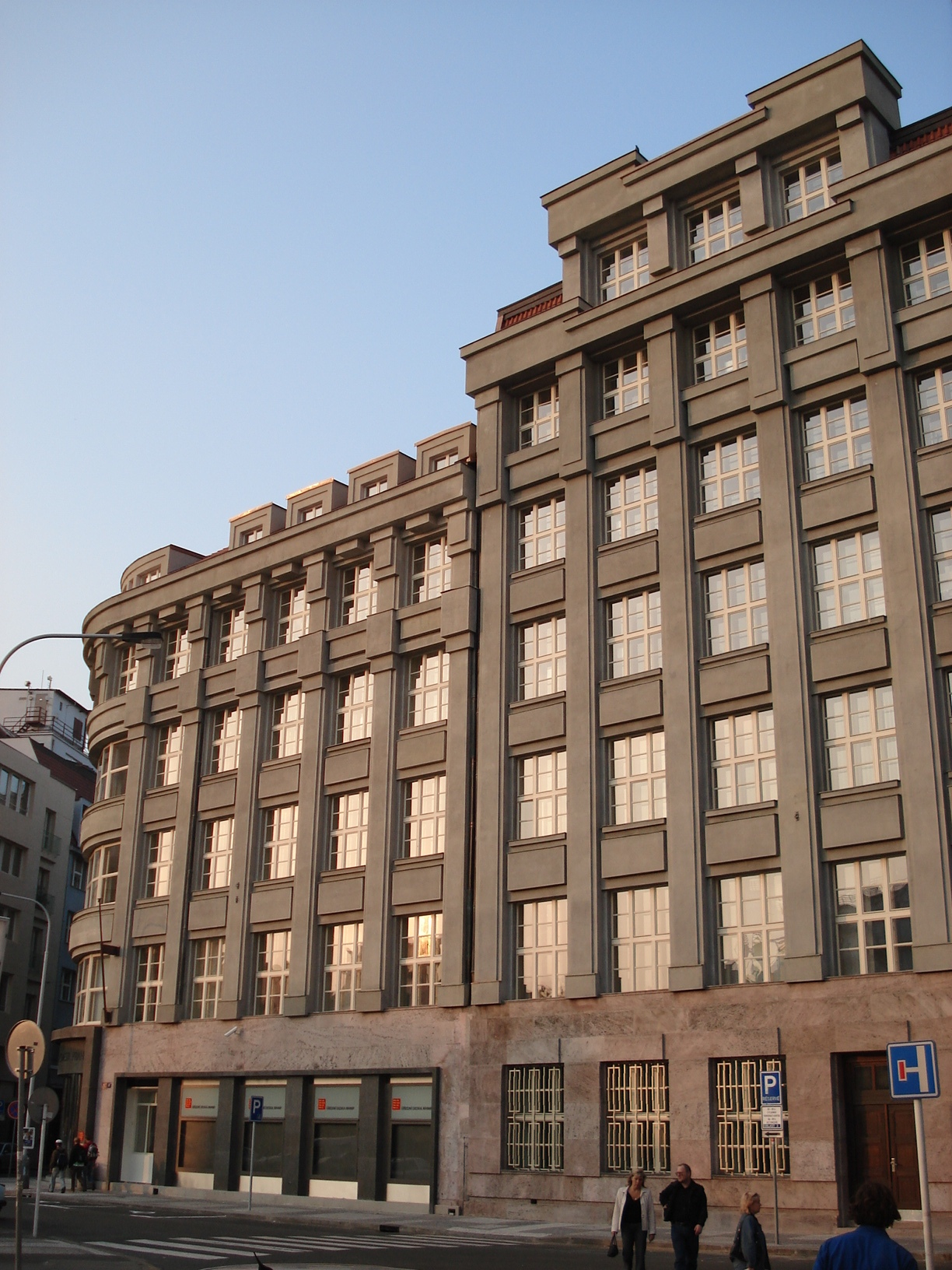
Škodův palác, Praha
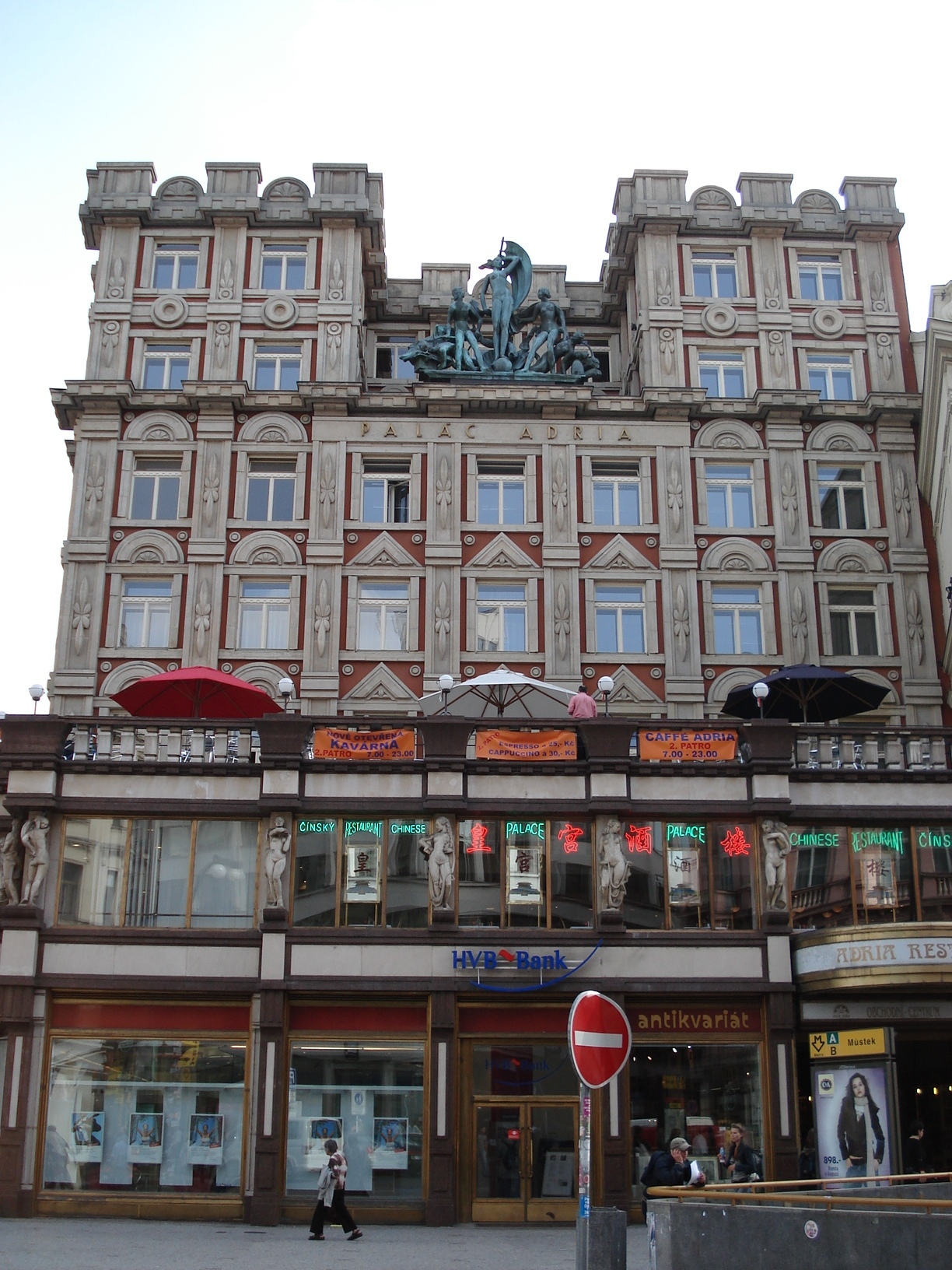
Palác Adria, Praha
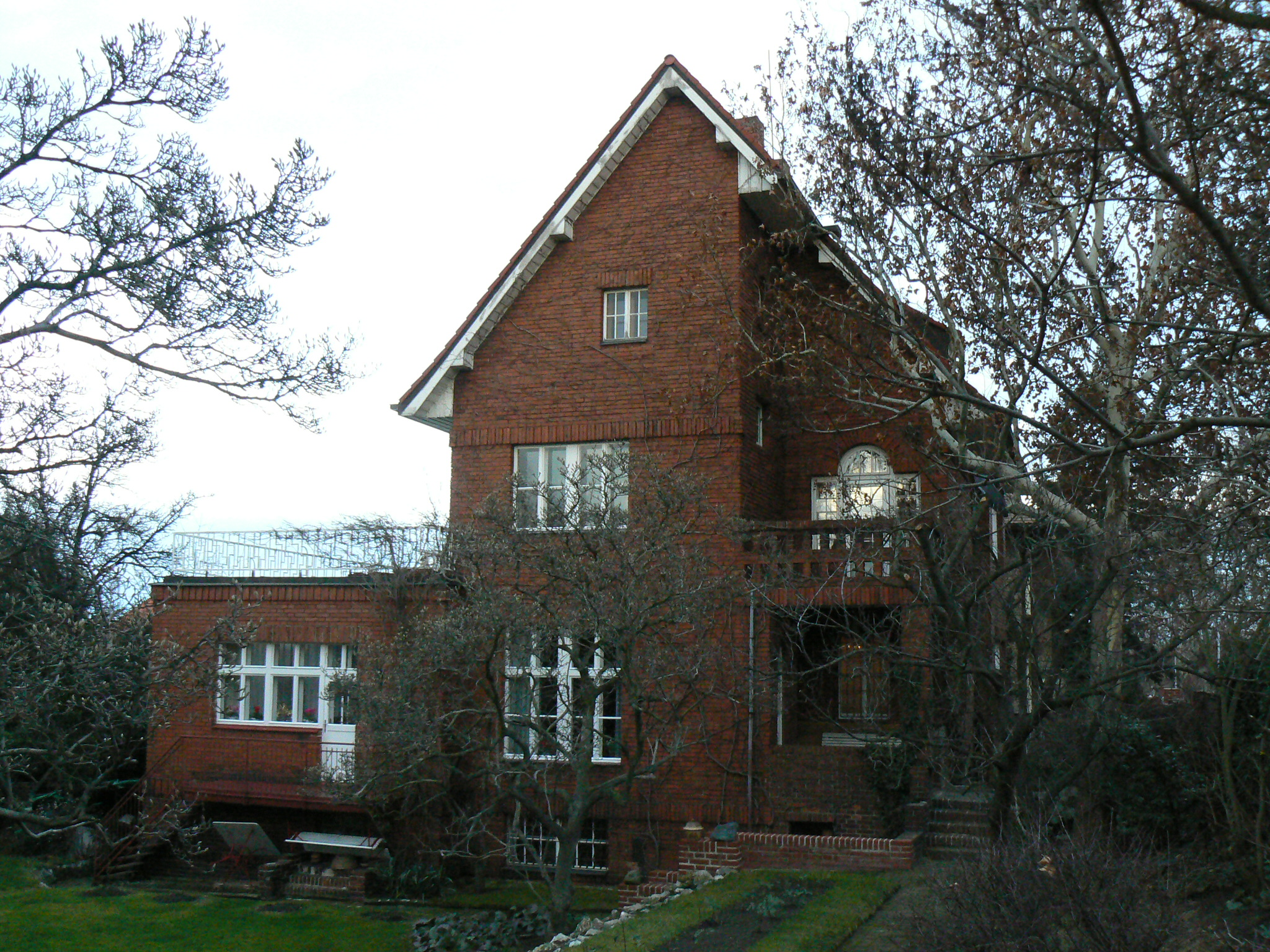
Benešova vila, Praha
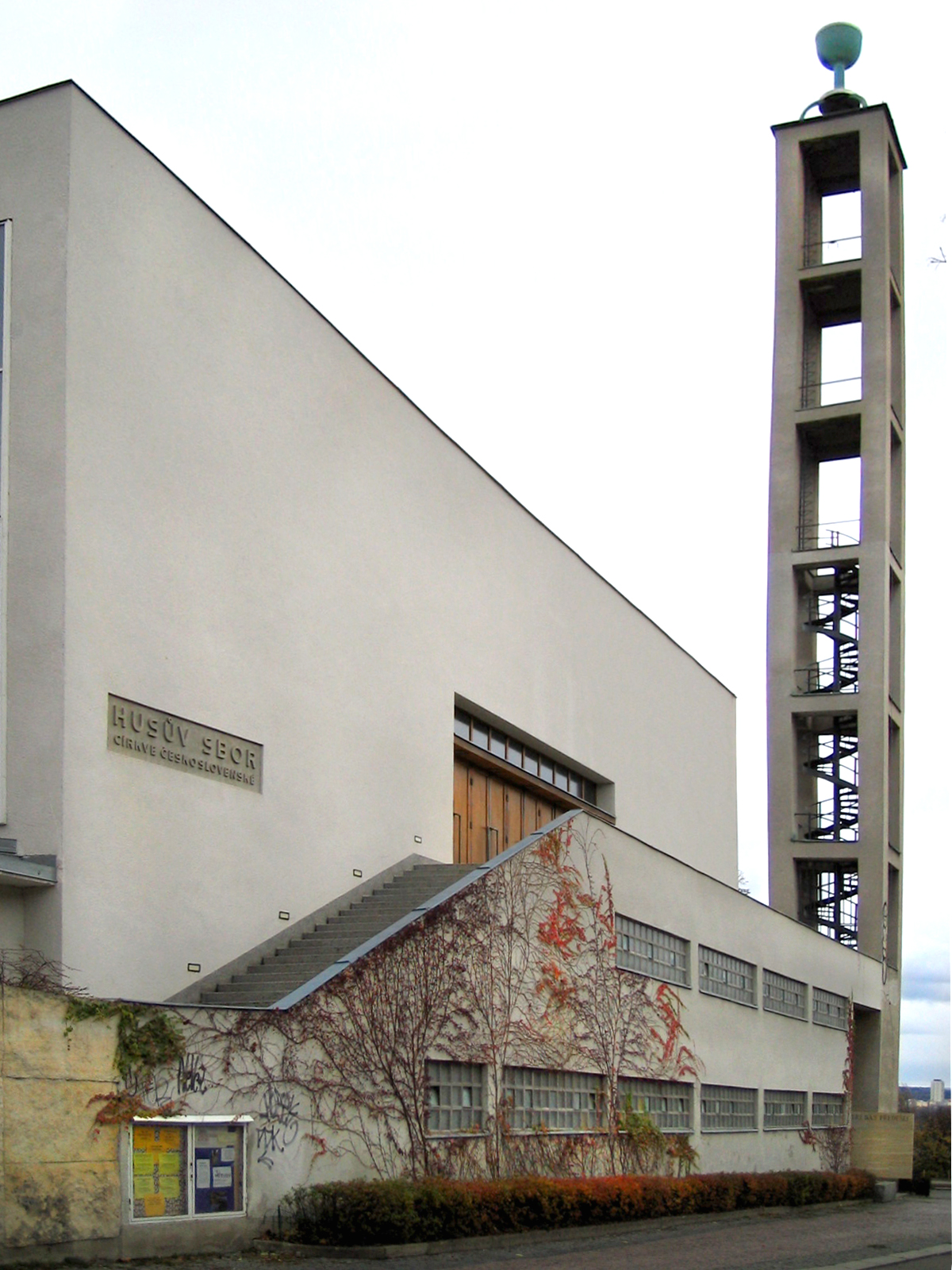
Husův sbor v Praze-Vinohradech
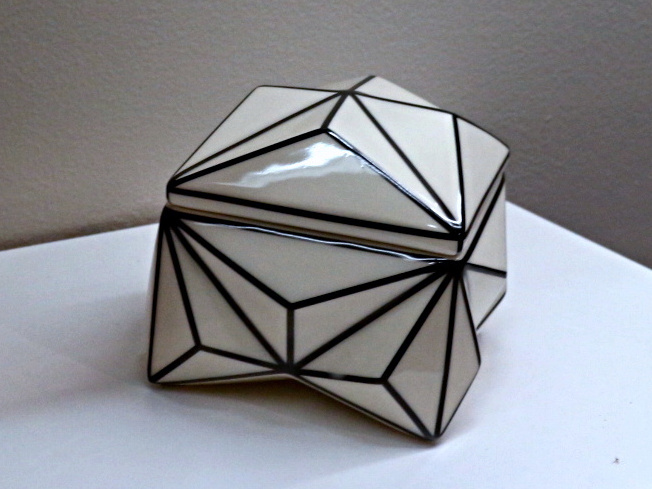
Dóza Krystal (1911), porcelán
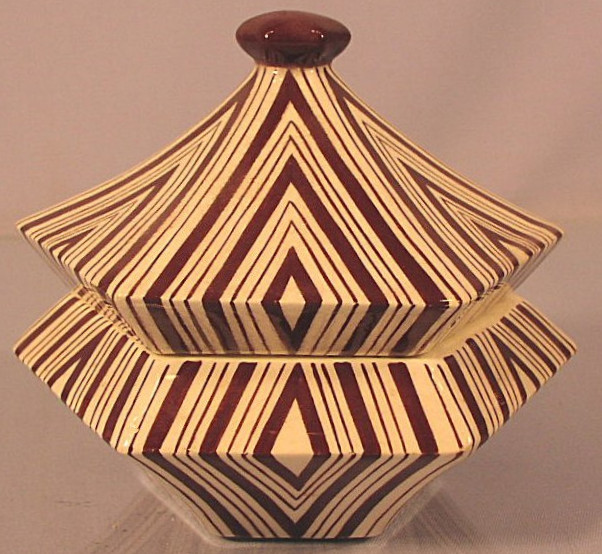
Keramická dóza (asi 1920)
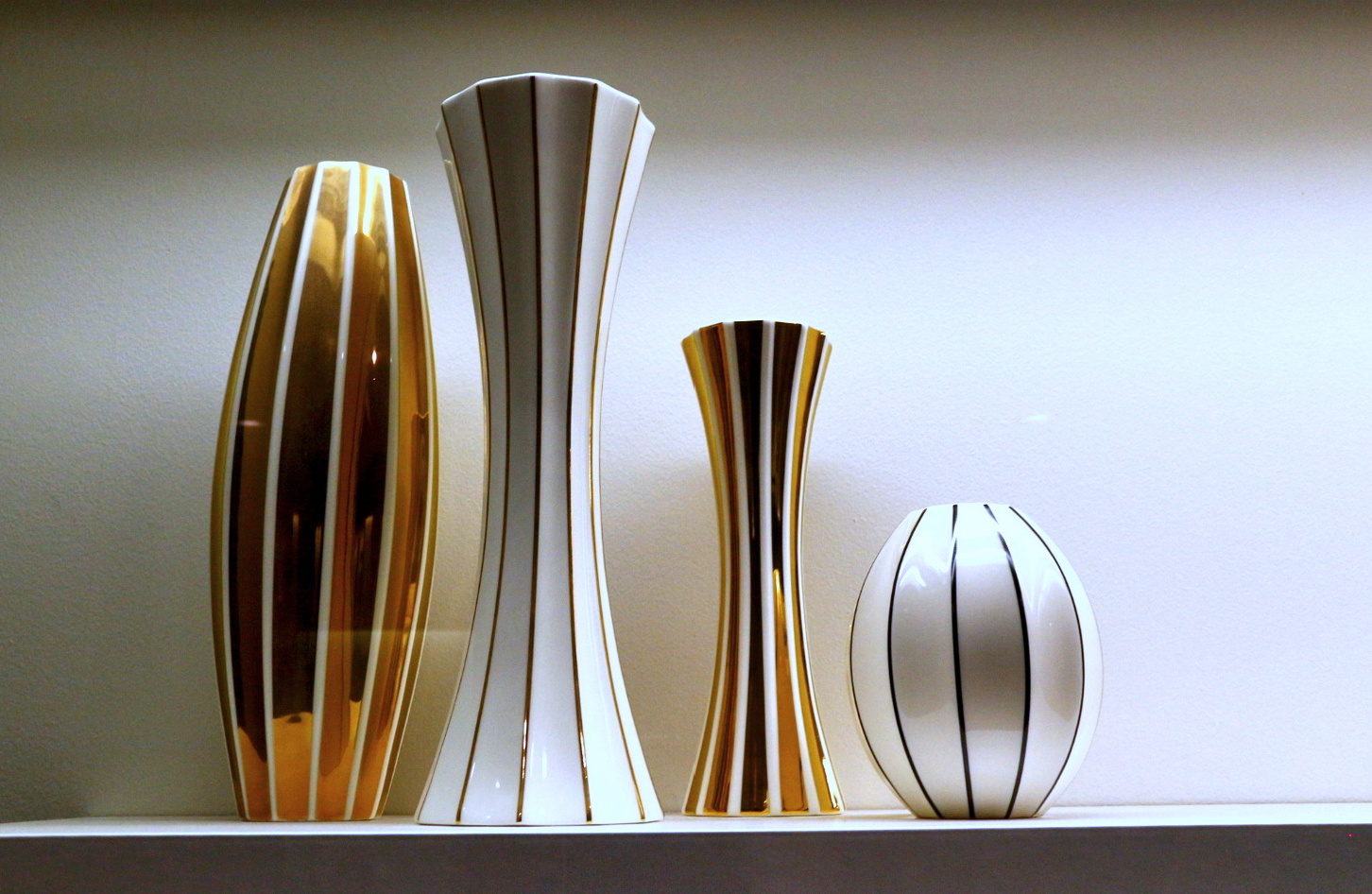
Vázy (1911), porcelán
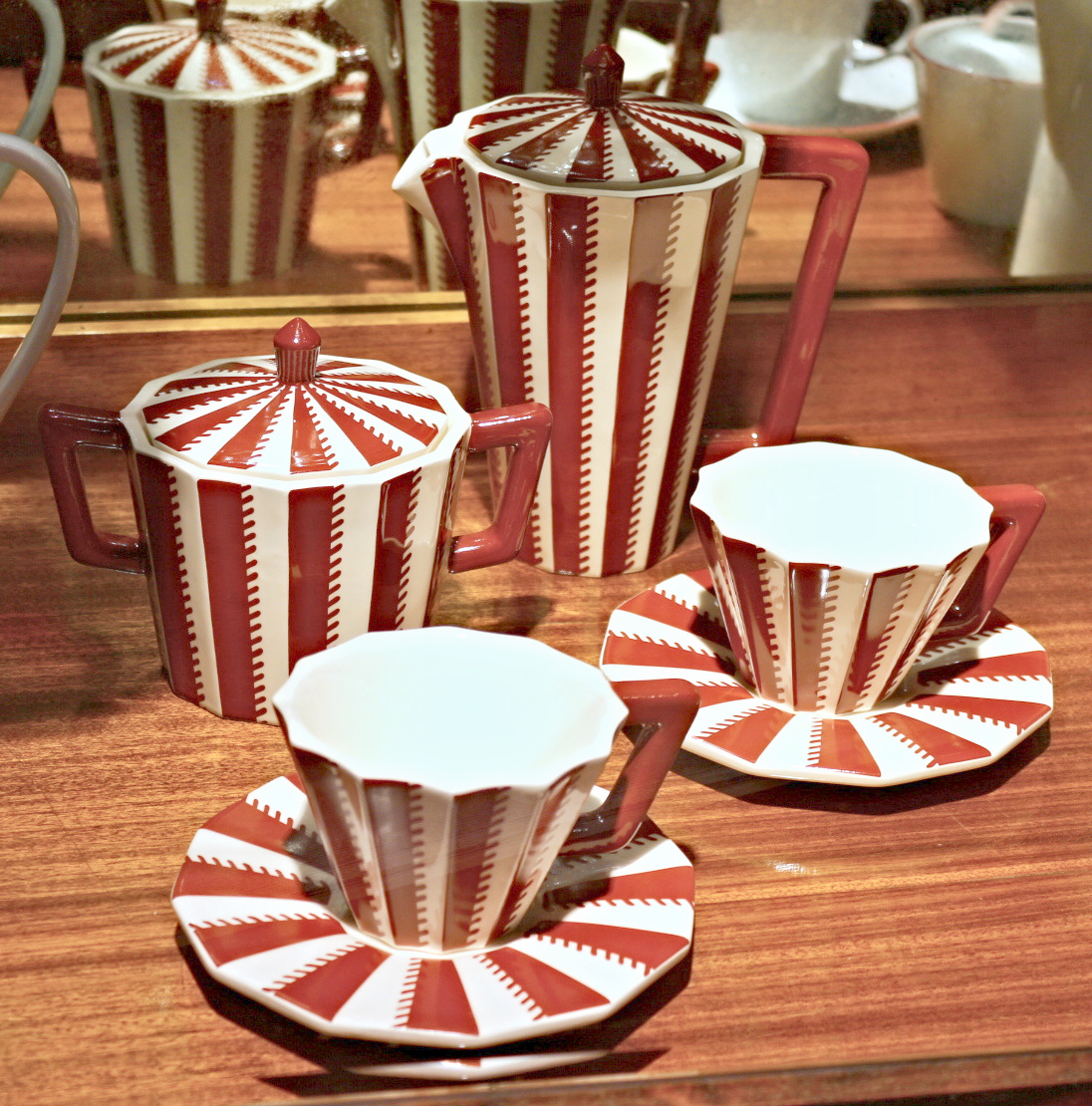
Kávový servis (1911), porcelán
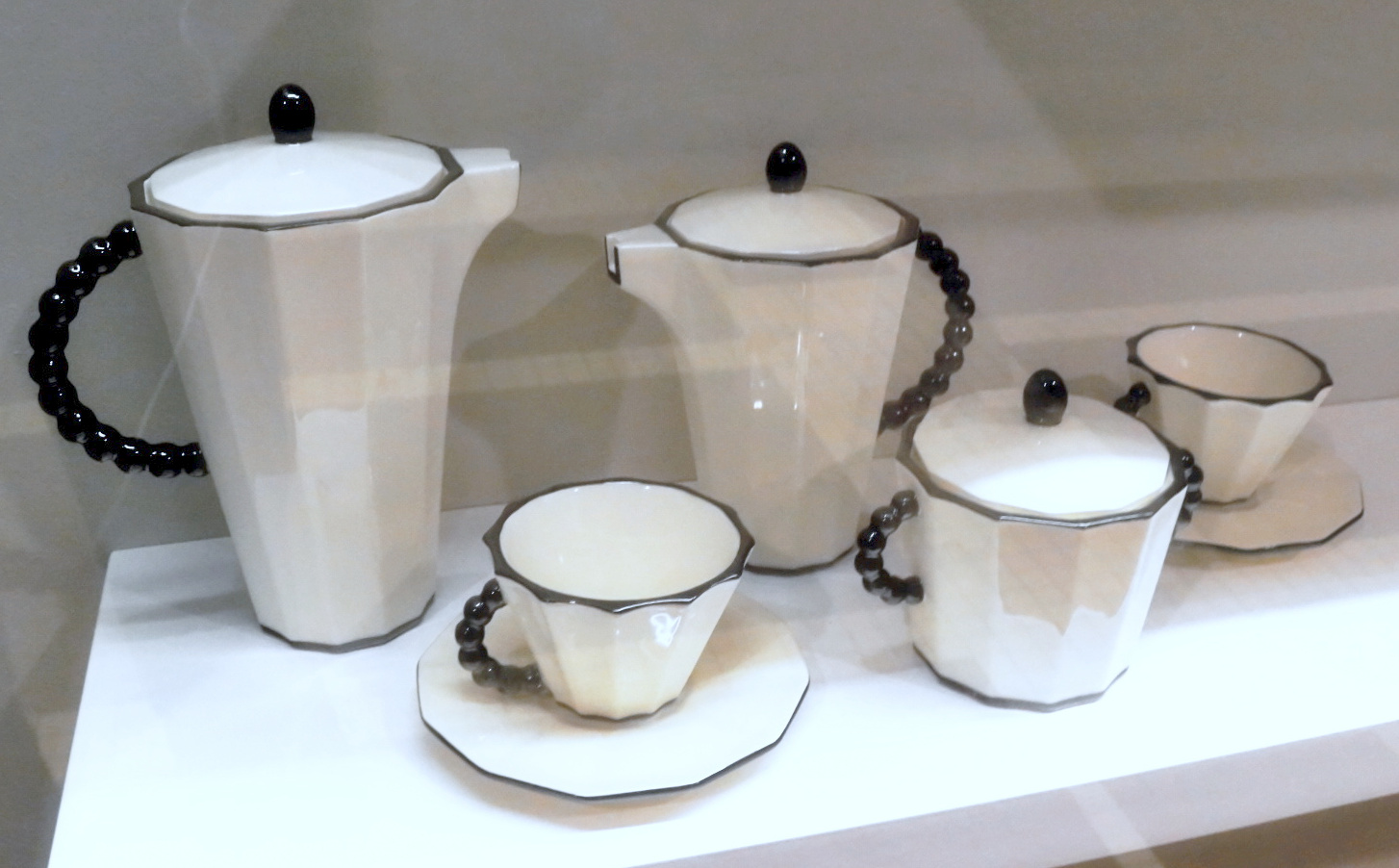
Kávový servis (1911), porcelán
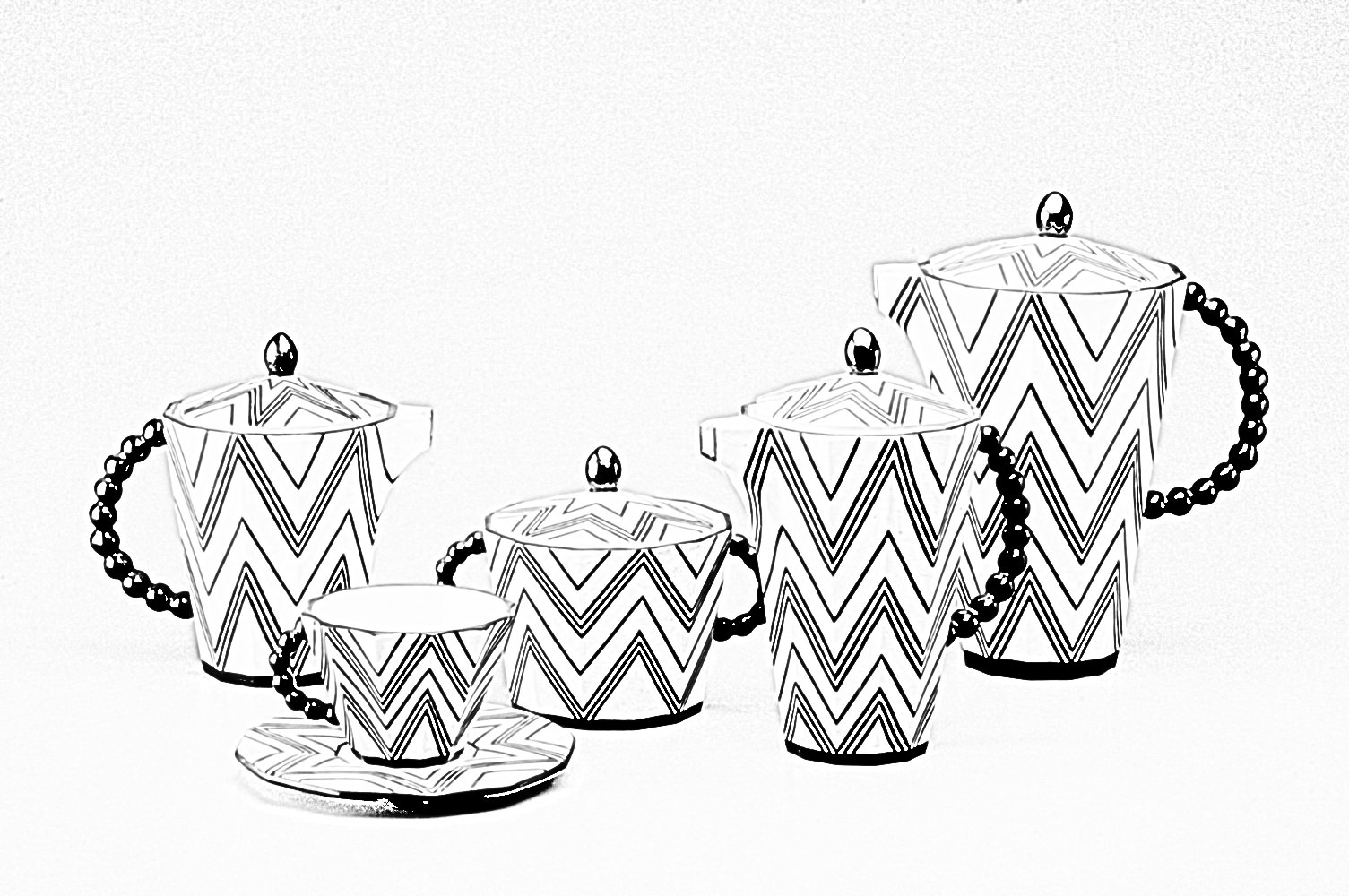
Kávový servis (1911), porcelán
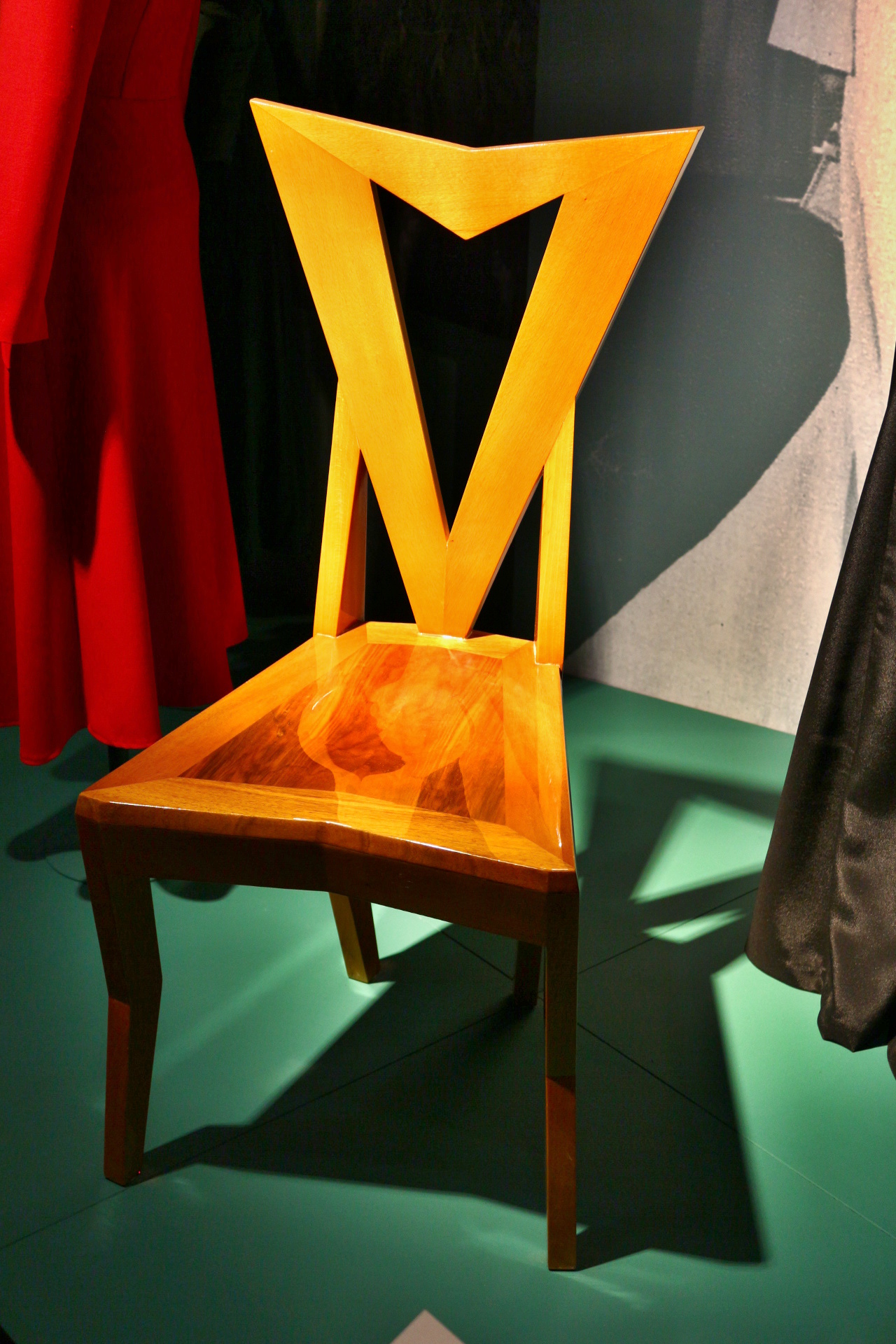
Židle (1911), masivní ořech a buk